# Memnonia leptalea
Memnonia leptalea är en insektsart som beskrevs av Hamilton 2000. Memnonia leptalea ingår i släktet Memnonia och familjen dvärgstritar. Inga underarter finns listade i Catalogue of Life.